# のらや
株式会社のらや（英: Noraya Co.,Ltd.）は、大阪府堺市西区に本社を置くうどんを主とする外食産業企業である。1996年創業。

## 会社概要

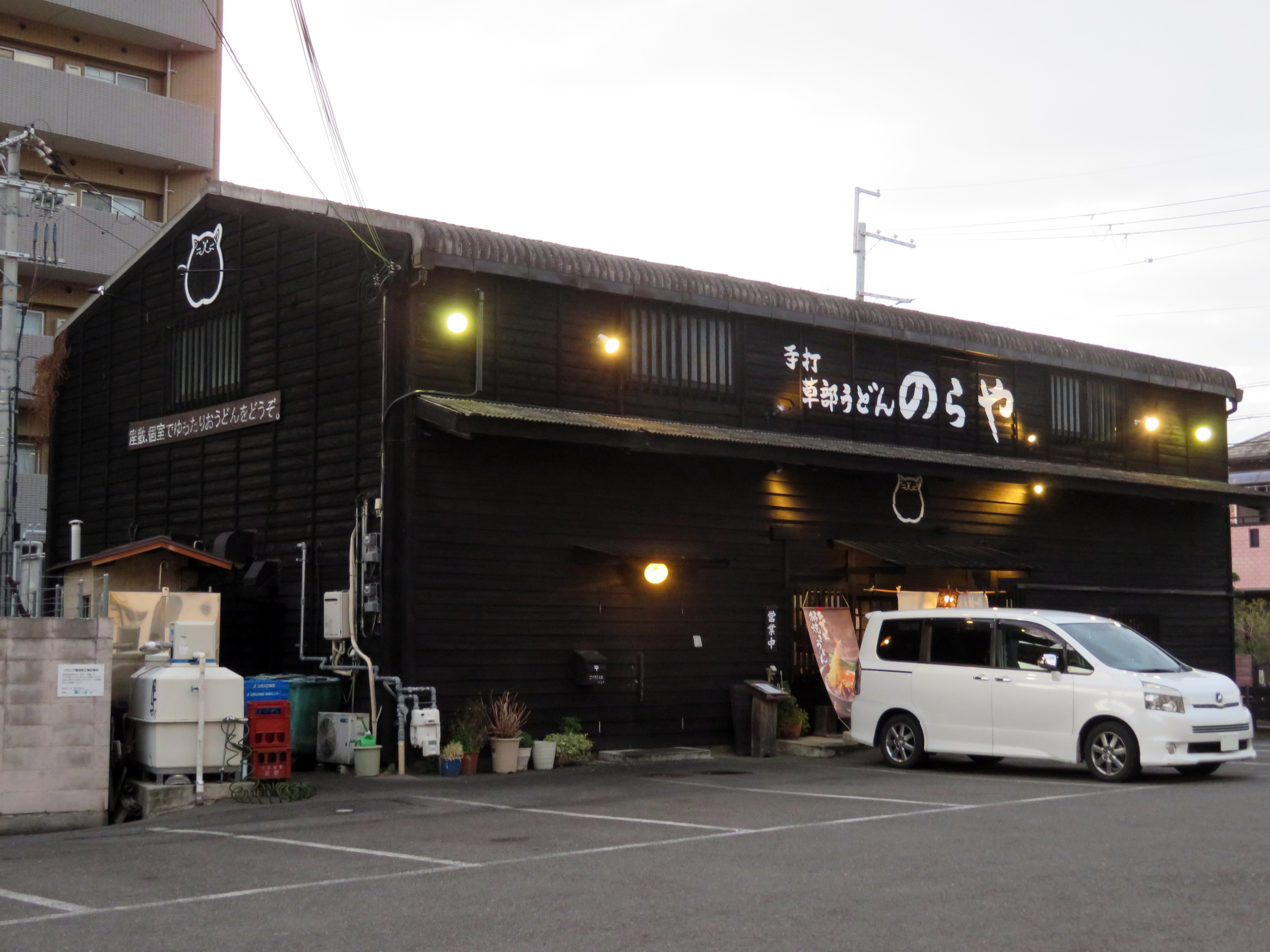
石切店

手打ちうどん・そばの「手打草部うどん のらや」を展開している。メニューの中心は、ざる、ぶっかけ、きつね、カレーなどの各種うどん・天ぷらの盛り合わせに玄米ご飯か黒米おにぎりをセットにした「うどん天食」。他にも季節に応じて鍋風の煮込みうどん（冬季）などがある。
古民家風の店舗と看板にも描かれている丸っこい猫のキャラクターが特徴で、店内で使用されている食器も猫のデザインになっている。また、箸袋を集めると枚数に応じて猫デザインの食器と交換できる（食器は販売もおこなわれている）。

## 店舗
大阪に10店舗(フランチャイズ店含む)の他、京都・兵庫・和歌山に店舗がある。また東京では国分寺に店舗がある。
なお、かつてはカレーうどんのみのメニューに限定した「のら豚屋」（のらとんや）と言う屋号で営業する店舗も存在した。

## エピソード
一時的に2009年1月から2009年3月までMBSラジオで深夜に放送中の「ゴチャ・まぜっ!」のスポンサーを担当しており、同番組内で新メニュー名の募集がされ、当時番組パーソナリティの一人だったケンドーコバヤシによる「うち…うちこんなん初めてやし」が採用され、同年3月31日まで全店で発売されたことがある。